# Pampa de los Guanacos
Pampa de los Guanacos is een plaats in het Argentijnse bestuurlijke gebied Copo in de provincie Santiago del Estero. De plaats telt 4.393 inwoners. In de buurt is een mennonietenkolonie, zie Mennonieten in Argentinië.